# Cerkiew Podwyższenia Krzyża Świętego w Dachnowie
Cerkiew Podwyższenia Krzyża Świętego w Dachnowie – drewniana parafialna cerkiew greckokatolicka, znajdująca się w Dachnowie.
Od 1992 obiekt nieczynny kultowo. Cerkiew została włączona do Podkarpackiego Szlaku Architektury Drewnianej.

## Historia obiektu
Cerkiew zbudowana została w 1929, w miejscu starszej, drewnianej cerkwi z 1735. Do parafii należała cerkiew filialna w Załużu. Parafia należała do dekanatu oleszyckiego, po I wojnie światowej do cieszanowskiego.
Po wojnie cerkiew została przejęta przez kościół rzymskokatolicki. Do 1992 pełniła rolę kościoła parafialnego parafii Podwyższenia Krzyża Świętego w Dachnowie.

## Galeria

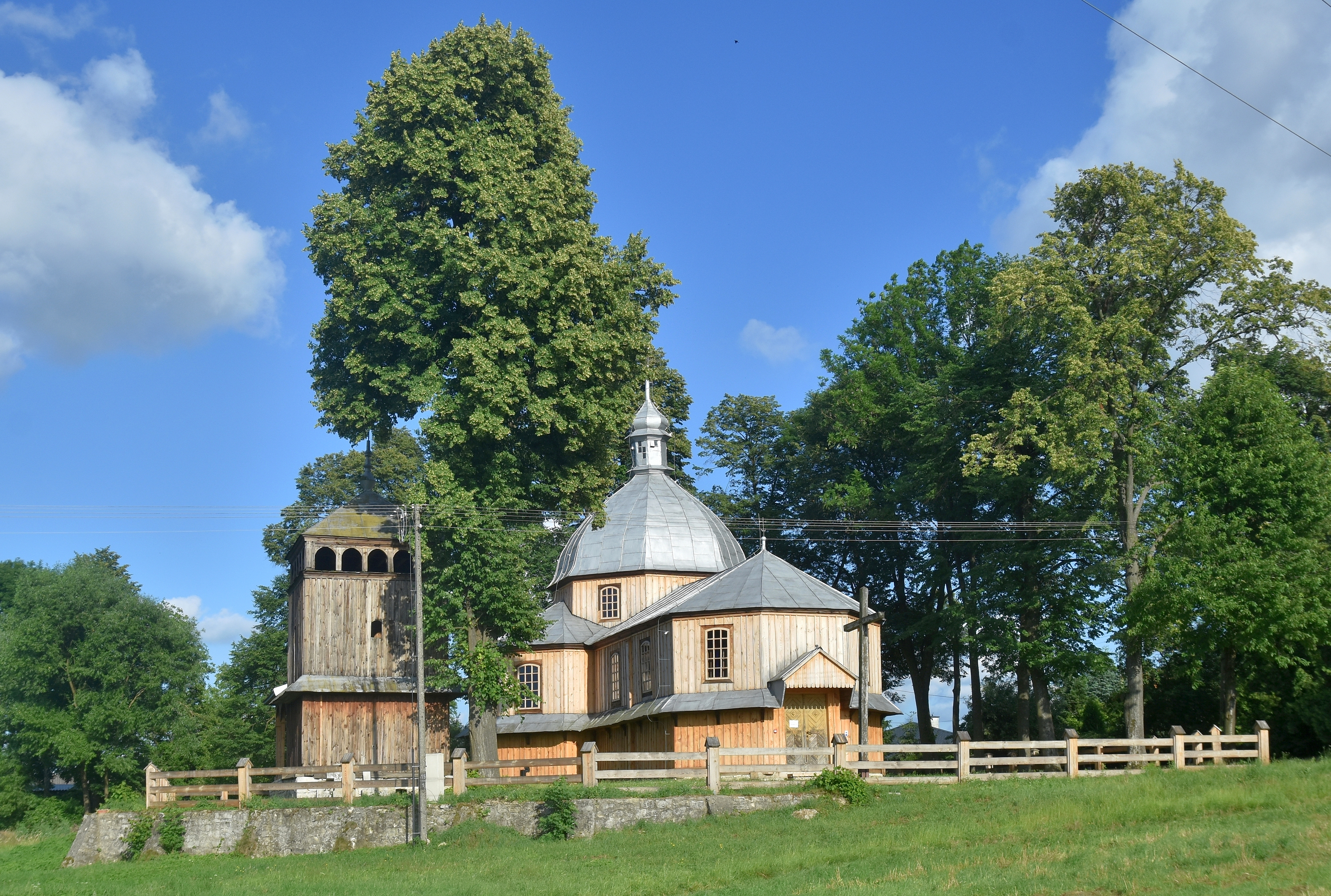
Widok ogólny
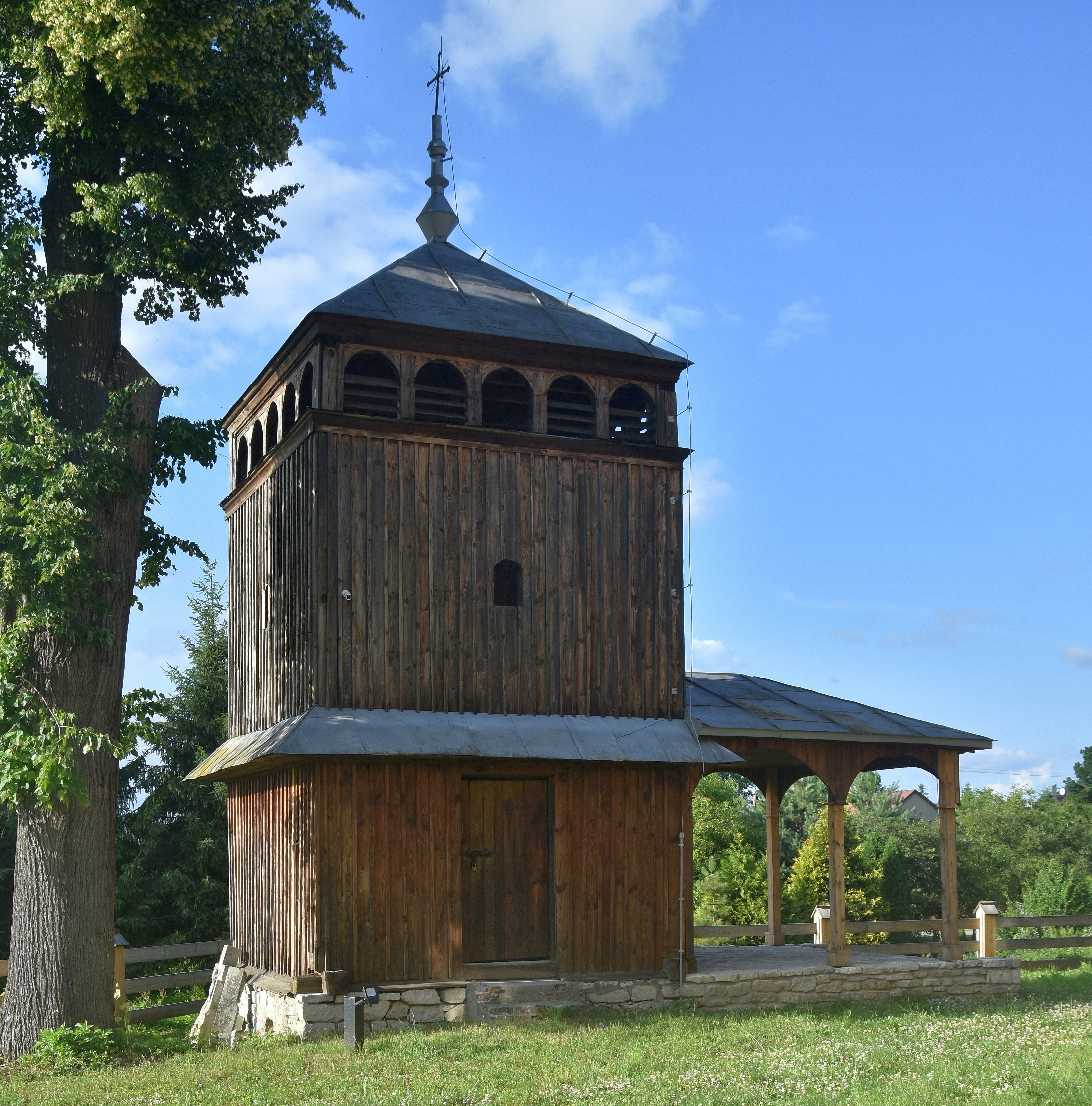
Dzwonnica
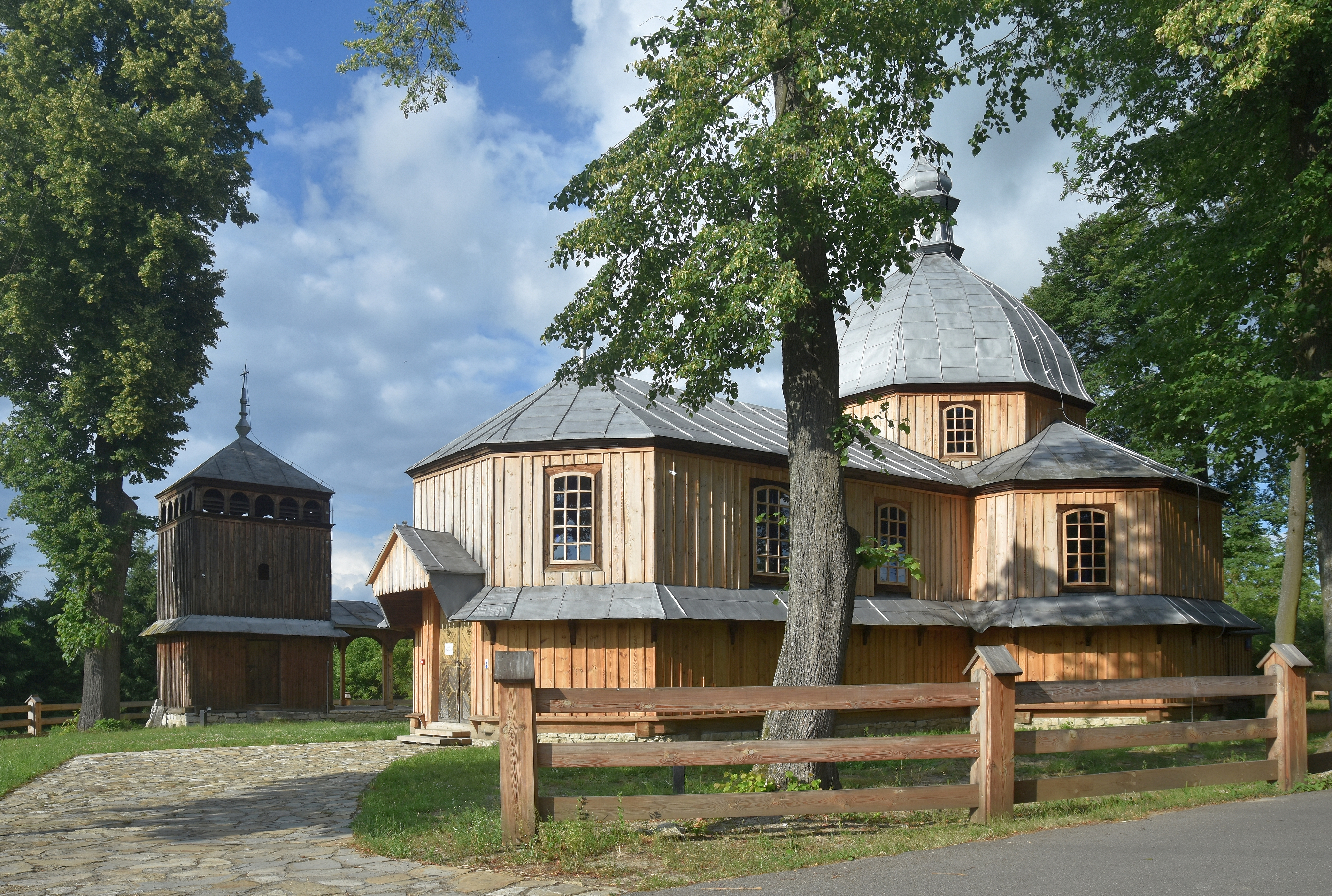
Widok od strony poł.-zach.
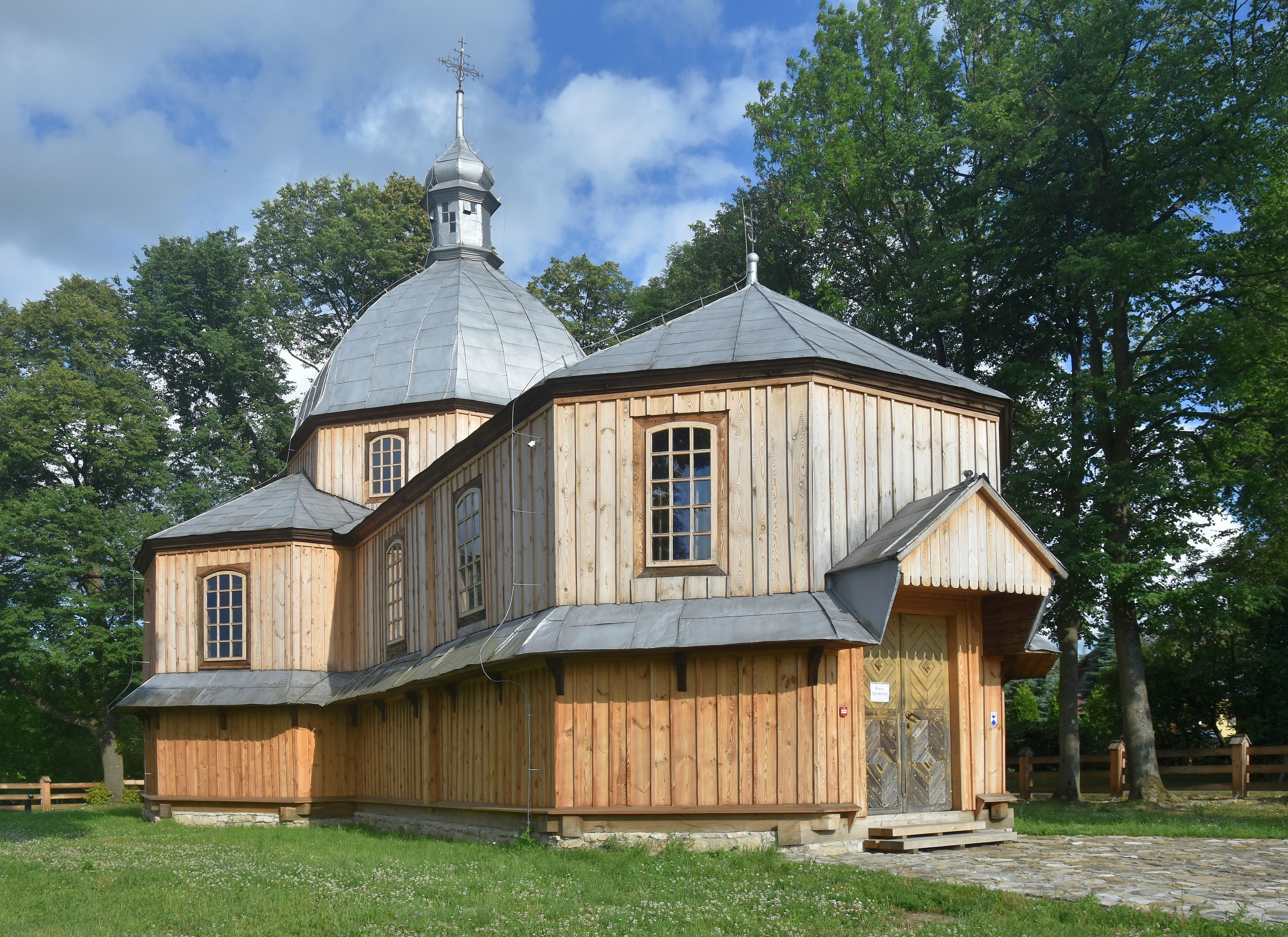
Widok od strony płn.-zach.
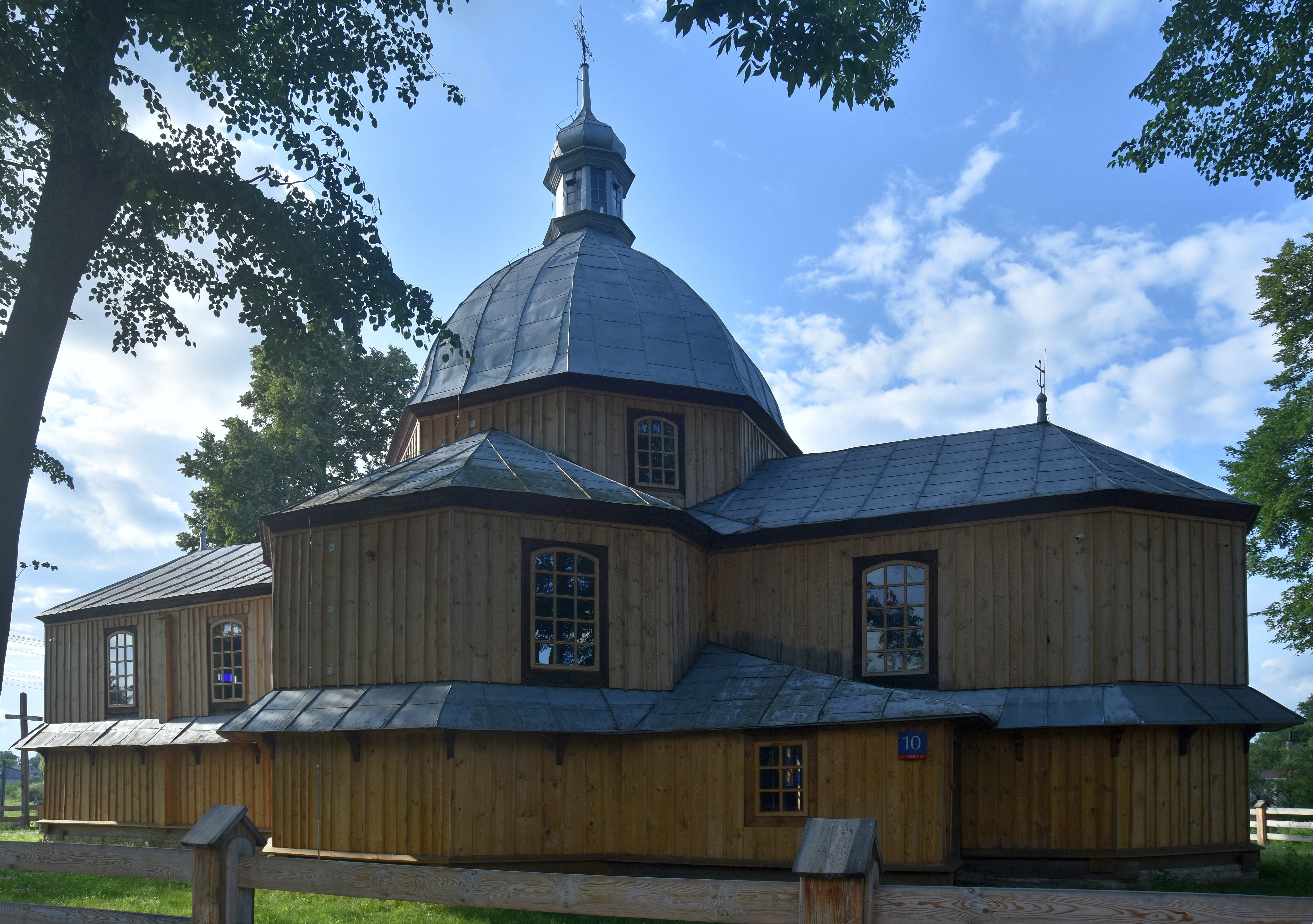
Elewacja południowa
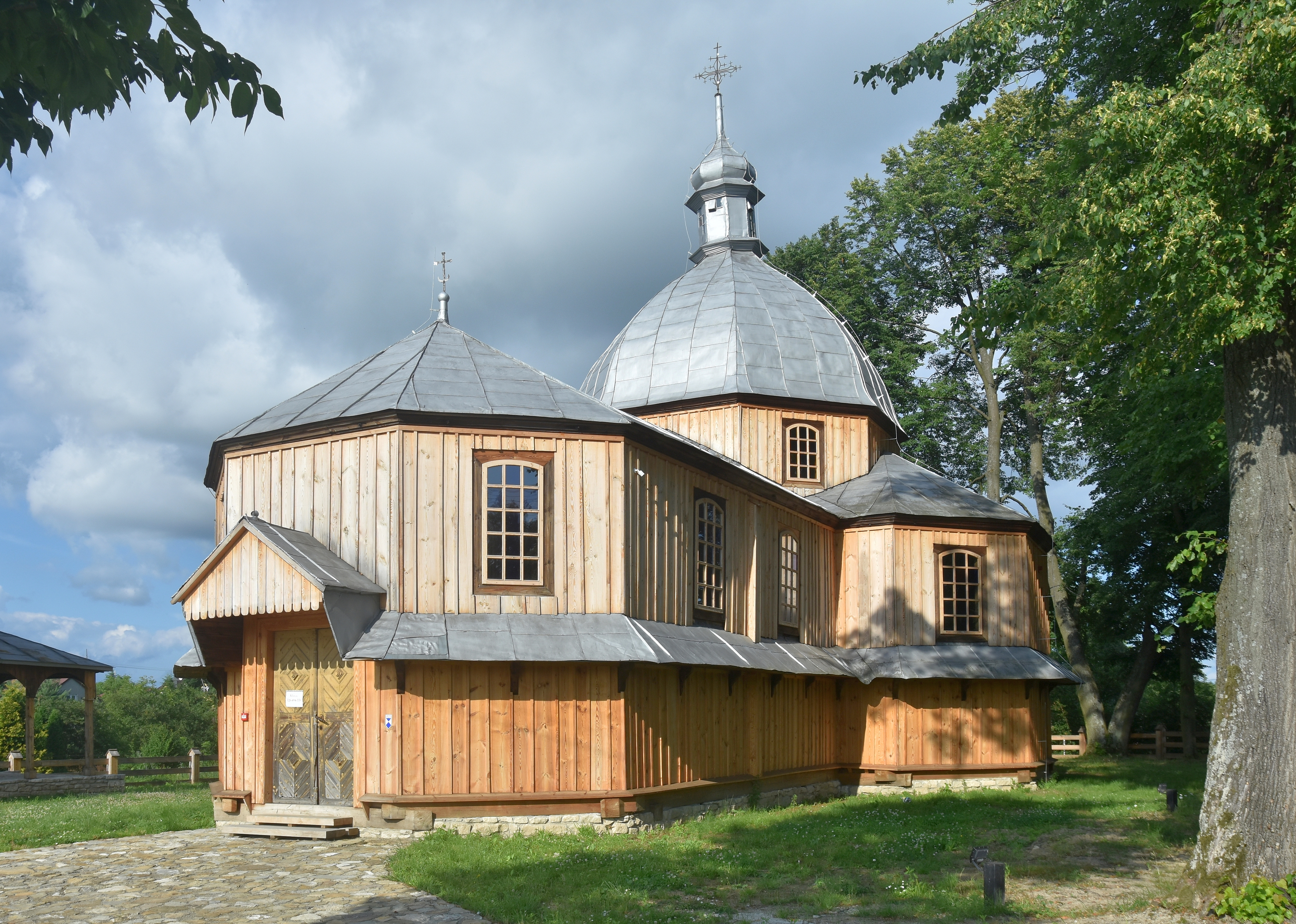
Elewacja frontowa